# Glycosaminoglycane
Pour les articles homonymes, voir GAG.

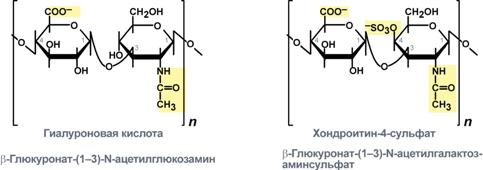
La structure des acides sulfuriques hyaluronique et chondroïtine.

Les glycosaminoglycanes (ou GAG) sont des macromolécules glucidiques formant d'importants composants des matrices extracellulaires des tissus conjonctifs. Ils ont longtemps été désignés sous le terme de « mucopolysaccharides acides » en raison de leur forte capacité de rétention de l'eau (« muco »), de leur nature glucidique (« polyosides ») et de leur caractère acide provenant de leurs multiples charges négatives (« acides »).  
Il s'agit en effet de longues chaînes linéaires (polymères non ramifiées) sulfatées (sauf l'acide hyaluronique), composées de la répétition de disaccharides : un diholoside de base contenant toujours une hexosamine (glucosamine (GlcN) ou galactosamine (GalN)) et un autre ose (acide glucuronique (GlcA), acide iduronique (IdoA), galactose (Gal)).  
La glucosamine est soit N-sulfatée (GlcNS), soit N-acétylée (GlcNac). La galactosamine est toujours N-acétylée (GalNac). 
Les chaînes de GAG peuvent se lier à une protéine (formation d'un protéoglycane) soit : 
- par covalence : GAG sulfatés ;
- par des liaisons non covalente : GAG non sulfaté (acide hyaluronique).

## Caractéristiques
Les glycosaminoglycanes forment une chaîne peu flexible et chargée négativement. Les charges contribuent à la rétention des molécules d'eau, et ainsi à la constitution d'un gel visqueux et élastique, résistant aux contraintes mécaniques.

## Différents types de glycosaminoglycanes
On distingue d'une part les polymères simples qui ne présentent que des résidus de GlcA le long de leur chaîne (acide hyaluronique, chondroïtine sulfate) et d'autre part les copolymères comprenant à la fois des résidus de GlcA et d'IdoA (héparine, héparane sulfate et dermatane sulfate).
On distingue également les glucosaminoglycanes de structure [UA-GlcN]n et les galactosaminoglycanes de structure [UA-GalN]n.
On peut notamment citer parmi les GAG :
- le chondroïtine sulfate (cartilage élastique, cartilage hyalin, os, derme, cornée) ;
- le dermatane sulfate (derme, tendon, ligament, cartilage fibreux) ;
- le kératane sulfate (cartilage, cornée, disques intervertébraux) ;
- l'héparine / l'héparane sulfate (foie, poumon, aorte, l'héparine est aussi présente dans les granules des mastocytes et des granulocytes basophiles) ;
- l'acide hyaluronique (absence de O-sulfatation, grand poids moléculaire ; c'est la concentration en cet acide qui permet au cartilage d'être élastique et d'amortir les forces mécaniques. L'acide hyaluronique est le seul glycosaminoglycane qui n'est pas fixé à une protéine centrale).

## Régulation sodée
Par le passé, le sel était inclus dans un modèle à 2 compartiments avec d'un côté le compartiment intracellulaire pauvre en sodium et de l'autre le compartiment extracellulaire riche en sodium. Ce gradient est maintenu par la Na K ATPase.
Des études récentes montrent qu'un 3e compartiment composé de la peau et de l'endothélium est envisageable. En effet, ces tissus sont riches en GAG qui capterait non seulement l'eau, mais aussi le sel qui y est lié par des liaisons électriques. Ce sel est donc la seule forme dans l'organisme qui est stockée sous forme minérale non dissoute ; en effet, il est dissous dans les 2 autres compartiments. 
Ce nouveau processus de stockage n'est pas lié à l'activité osmotique générée par le gradient de la pompe ATPase.